# 石勒十八騎
石勒十八騎（せきろくじゅうはっき）は、五胡十六国時代後趙の創建者である石勒に、その活動初期の段階から付き従った18人の総称。

## 概要
石勒は元々、上党郡に割拠する羯族の有力者であったが、飢饉に遭遇して部族は離散してしまった。自身もまた捕らえられ、奴隷として茌平へ売り飛ばされるも、ほどなくして奴隷から解放され、魏郡の武安・臨水一帯で傭兵稼業を行うようになった。この時に8人の騎兵（王陽・支雄・夔安・冀保・呉豫・劉膺・桃豹・逯明）を傘下に招き入れ、次第に群盗として各地で略奪行為を働くようになり、後に10人の騎兵（郭敖・劉徴・劉宝・張曀僕・呼延莫・郭黒略・張越・孔豚・趙鹿・支屈六）が加えられて総勢18人となった。これが所謂『石勒十八騎』である。やがて石勒は汲桑と結託して晋朝に反旗を翻し、さらにその後には漢（後の前趙）の将軍として河北・河南を転戦し、果てには後趙政権を樹立する事となるが、十八騎の多くは以降も彼に付き従い、その覇業を支える存在となった。
石勒十八騎は出自や出身民族もバラバラで石勒個人への忠誠が強く、彼の死後に後継者争いが起きると、石弘派と石虎派に分裂することになり、更に夔安や桃豹のように石虎の下でも重用された者もいれば、逯明や郭敖のように石虎に粛清される者もいるなど、別々の運命を辿ることになる。

## 該当者
王 陽（おう よう、生没年不詳）
先に加わった8人のうちの1人。
309年、将軍に任じられ、次いで游撃将軍となった。
嘉平年間に頓丘を攻撃し、後に石勒の側近となる徐光を捕らえた。王陽は徐光をただならぬ人物と思い、衣服を下賜して石勒に推挙した。
319年、石勒が趙王位に即くと支雄とともに門臣祭酒として胡人の訴訟を委ねられた。
322年、東晋の祖逖死後、石勒の命により豫州に駐屯して、侵攻の機会を窺った。後に驍騎将軍に昇進した。
326年、石弘が鄴に鎮した際、六夷を統率してこれを輔佐した。石弘に撃剣を教えたとされる。
支 雄（し ゆう、生没年不詳）
先に加わった8人のうちの1人。
309年、将軍に任じられた。
312年2月、石勒は建業進攻を目論むが、飢餓と疫病により兵の大半を失った。晋軍が接近すると、石勒は諸将を集めて対応策を検討した。支雄は孔萇を始めと30将余りと共に、敵軍が集結しきる前に夜襲を掛け、城を得て兵糧を奪取する事を進言すると、石勒はこれを称えて鎧馬1匹を下賜した。
7月、石勒が北へ渡河しようとしたが、向冰により枋頭で阻まれた。支雄は孔萇と共に文石津から筏を使って慎重に渡河を行い、向冰の砦門に到達して船30艘余りを手に入れ、残りの兵を全て渡河させた。
12月、夔安ら6将と共に王浚配下の游綸・張豺が守る苑郷を攻撃し、城の外壁を撃ち破った。
315年3月、廩丘で劉演と戦うも敗れた。劉演が韓弘・潘良に頓丘を襲撃させると、支雄はその帰途を追撃して潘良を斬った。
同年、逯明と共に甯黒の守る東武陽を陥落させ、東武陽の民1万人余りを襄国に引き入れた。後に中塁将軍となった。
319年、石勒が趙王位に即くと、王陽とともに門臣祭酒として胡人の訴訟を委ねられた。
338年、鮮卑段部の段遼が幽州を攻めると龍驤大将軍としてこれを討ち、薊に入って馬鮑・張牧・陽裕らを降伏させた。
夔 安（き あん、生年不詳～340年）
先に加わった8人のうちの1人。
309年、爪牙に任じられ、中堅将軍となった。
312年2月、飢餓と疫病に苦しむ石勒軍に晋軍が迫ると、夔安は「高所に移動して雨水を避けるべきです。」と進言するも、石勒から臆病であるとして叱責を受けた。
12月、7将と共に王浚配下の游綸・張豺が守る苑郷を攻撃し、城の外壁を撃ち破った。後に左司馬に任じられた。
330年、石勒が天王位に即くと尚書に任じられ、後に鎮軍将軍となった。
333年、石弘が即位した際に左僕射を領した。
334年、石虎が天王に即位すると侍中・太尉・尚書令に任じられた。
337年、太保に任じられ、石虎に皇帝位に即くよう勧めた。
339年、征討大都督に任じられて5将・歩騎7万を率いて荊州・揚州の北辺を侵し、東晋の将軍の黄沖・鄭進を降して、7万戸を掠して帰還した。
冀 保（き ほ、生没年不詳）
先に加わった8人のうちの1人。
呉 豫（ご よ、生没年不詳）
先に加わった8人のうちの1人。
309年、将軍に任じられた。
劉 膺（りゅう よう、生没年不詳）
先に加わった8人のうちの1人。
桃 豹（とう ひょう、生年不詳～339年）
先に加わった8人のうちの1人。
309年、将軍に任じられた。313年、石虎が鄴を攻めて、晋の将軍の劉演が逃亡すると、魏郡太守に任ぜられた。319年、石虎が晋の将軍の祖逖と対峙した際に援軍を率いて、祖逖を淮南へ退かせた。320年、豫州にて祖逖と対峙するが、敗れて東燕まで退いた。劉曜が洛陽を囲んだ際、援軍として滎陽に赴いた。のち豫州刺史となり、328年、石勒が劉曜を撃った際には兵を率いて滎陽で合流した。
338年、鮮卑段部の段遼が幽州を攻めると、横海将軍に任ぜられ、水軍を率いてこれを討った。
逯 明（ろく めい、生年不詳～345年）
先に加わった8人のうちの1人。広平郡の人。
309年、将軍に任じられた。
315年3月、晋の将軍劉琨が司馬の温嶠を遣わして山胡を攻撃すると、これを防いで潞城で返り討ちにした。
4月、甯黒と茌平で戦い、これを降伏させた。そのまま進軍を続けて、東燕・酸棗と立て続けに打ち破り、2万戸余りを襄国に引き連れて軍を返した。
甯黒が石勒の下から離反すると、支雄は逯明と共に甯黒の守る東武陽を陥落させた。甯黒は河に身を投じ、支雄らは東武陽の人民1万人余りを襄国に引き入れた。後に中塁将軍となった。
後に金紫光禄大夫となったが、石虎が民間の女子を徴発分配する暴挙に出るとこれを厳しく諫めて殺された。
郭 敖（かく ごう、生年不詳～334年）
後から加わった10人のうちの1人。
左長史となり、328年、劉曜が洛陽を囲んだ際、石勒が自ら救援に赴くことを諌めたため、石勒の怒りを買った。330年、石勒が天王を称した際、左長史から尚書左僕射となった。
334年、長安の陳良夫が黒羌に奔り、北羌の四角王薄句大らを招誘して北地・馮翊の地を騒がせた。石虎が石斌・石韜・郭敖らに、歩騎四万を率いさせてこれを撃たせた。石韜が薄句大の後方から、石斌と挟み撃ってこれを破り、薄句大は馬蘭山に奔った。郭敖らは追撃したが敗れて、死者は十のうち七・八に及んだ。石虎はこれを聞いて大いに怒り、使者を遣わして郭敖を殺させた。
石勒十八騎の中でも文官としての履歴が長く、石勒は武将としては彼を評価していなかった（結果的に軍事的失敗で石虎に殺害される）のではないか？とする評価もある。
劉 徴（りゅう ちょう、生没年不詳）
後から加わった10人のうちの1人。
青州刺史に任じられた。
323年、石虎が曹嶷を滅ぼして青州を平定すると、その衆を尽く殺そうとしたが、劉徴の諫めにより取りやめた。石虎は男女七百口を留めて、劉徴にこれを支配させ、広固に鎮させた。
330年、南沙へ侵攻して東晋の南沙都尉・許儒を殺害した。
石弘に兵書を教えたとされる。
劉 宝（りゅう ほう、生没年不詳）
後から加わった10人のうちの1人。
張 曀僕（ちょう えいぼく、生没年不詳）
後から加わった10人のうちの1人。
呼延 莫（こえん ばく、生没年不詳）
後から加わった10人のうちの1人。
309年、将軍に任じられた。
郭 黒略（かく こくりゃく、生没年不詳）
後から加わった10人のうちの1人。
312年に葛陂に駐屯していた際、仏図澄から五戒を授けられて弟子となる。仏図澄から軍事の吉凶を教えられ、それを石勒に上申した。それがあまりにも的中するため、疑問に思った石勒に仏図澄の存在を明かし、二人の出会いのきっかけを作った。
張 越（ちょう えつ、生年不詳～316年）
後から加わった10人のうちの1人。
上党郡武郷県の出身であり、石勒とは同郷である。石勒の姉の夫に当たり、広威将軍に任じられた。
316年12月、張越は諸将と博打に興じており、石勒はそれを傍から眺めていた。この時、張越が石勒をからかったが、石勒は真に受けて激怒した。そして、力士を怒声で呼び寄せると、張越の首を折るよう命じ、そのまま殺してしまった。
孔 豚（こう とん、生没年不詳）
後から加わった10人のうちの1人。石勒の側近として活躍した孔萇と同一人物か、もしくは親族ではないかと言われる。
趙 鹿（ちょう ろく、生年不詳～351年）
後から加わった10人のうちの1人。趙庶とも記載される。
石鑑の時代に太宰となったが、冉閔が石鑑を幽閉すると、襄国の石祗のもとへ落ち延びた。冉閔討伐に失敗した後、裏切った劉顕によって、石祗と共に殺害された。
支 屈六（し くつろく、生没年不詳）
後から加わった10人のうちの1人。張屈六とも記載される。
左司馬に任じられた。
319年、石虎・張敬・張賓・程遐ら文武百官29人と共に石勒に尊号を称するよう進言した。石勒はこの上疏を聞き入れて趙王を称した。